# Egersunds IK
Egersunds Idrettsklubb, auch bekannt als Egersunds IK oder EIK, ist ein norwegischer Fußballverein aus Egersund in der Provinz (Fylke) Rogaland. Der Klub wurde am 19. September 1919 gegründet. Die Männermannschaft spielt seit 2024 in der zweiten norwegischen Liga, der 1. Division.

## Geschichte
Im Raum Egersund wurde bereits zu Beginn des 20. Jahrhunderts Fußball gespielt, da in der nahegelegenen Porzellanfabrik viele Engländer arbeiteten. Im April 1909 wurde sogar der Egersunds Fodboldklub gegründet, von dem aber nach 1915 nichts mehr zu hören war. Nach dem Ende des Ersten Weltkriegs wurde dann am 27. April 1919 von der Egersunds Turnforening eine Fußballabteilung gebildet, die sich im September 1919 als Egersunds Idrettsklubb abspaltete. Ab 1920 nahm EIK mit wechselndem Erfolg am organisierten Fußball teil.
Erste bescheidene Erfolge stellten sich in den Spielzeiten 1932 und 1933 ein, als der Klub jeweils den dritten Platz in der Kreismeisterschaft belegte. Im Jahr 1939 konnte sich EIK durch einen Sieg über Djerv 1919 für die zwei Jahre zuvor ins Leben gerufene landesweite norwegische Meisterschaft (Norgesserien) qualifizieren. Wegen des Überfalls der Deutschen Wehrmacht auf Norwegen am 9. April 1940 wurde die Meisterschaft abgebrochen; EIK lag zu diesem Zeitpunkt auf einem aussichtsreichen 3. Platz.
Die erste Nachkriegsspielzeit 1946/47 fungierte als Qualifizierungssaison, nach der EIK fortan im Wesentlichen in der dritten Liga spielte – unterbrochen nur von gelegentlichen Aufenthalten in der 2. Liga. 1957 und 1960 traf man im Pokal jeweils auf den Nachbarn Viking Stavanger und beide Male konnte sich der Erstligist erst in der Wiederholung durchsetzen. Das Wiederholungsspiel 1960 fand vor 4269 Menschen in Stavanger statt, der höchsten Zuschauerzahl für EIK je. Im Wettbewerb 1961 erreichte EIK nach Siegen über Flekkefjord IF und Start Kristiansand erstmals die dritte Runde, in der man Skeid Oslo 0:3 unterlag; ein Erfolg der erst 2012 wiederholt werden konnte.
In den Jahren 1964 bis 2004 spielte EIK stets in der vierten Liga (3. divisjon), unterbrochen von kurzen Aufenthalten in der 2. Divisjon. Dem Aufstieg 2004 folgte erneut der direkte Abstieg. Mit der Hoffnung auf sportliche Erfolge wurde 2006 der Nordire Jimmy Quinn verpflichtet, der aber nach sechs siegreichen Spielen den Klub schon wieder verließ. Es folgten Bengt Førland und der Däne Peder Pedersen für kurze Perioden, bevor Ende 2008 Jone Bu Mathiesen das Amt übernahm. Unter seiner Leitung und mit Unterstützung des sportlichen Leiters Kenneth Andersen gelang es, ein Team aus jungen lokalen Spielern zu entwickeln, mit dem 2011 schließlich der Aufstieg in die 2. Divisjon gelang. Und zum ersten Mal seit 1984 konnte mit einem 10. Platz die 3. Klasse gehalten werden.
In der Folge kamen Trainer wie Bengt Sæternes, ein ehemaliger Spieler von EIK, Magnus Powell, der Schotte Maurice Ross und der Isländer Ólafur Bjarnason, die es schafften, das Team in der dritten Liga zu etablieren, und nach erfolgreicher Zeit bei EIK bald zu höherklassigen Klubs wechselten. Mitte 2018 übernahm der bisherige Assistenztrainer Ojan Bijan bis Ende 2022 das Zepter. Dessen Nachfolger Kjell André Thu führte den Klub 2023 zur Meisterschaft und zum erstmaligen Aufstieg in die OBOS-liga, die auf dem 4. Platz und mit der Teilnahme an den Aufstiegsspielen zu Ersten Liga endete.

## Stadion
Der Verein trägt seine Heimspiele im vereinseigenen Stadion B&G Parken aus. Das Stadion hat ein Fassungsvermögen von 1200 Personen und verfügt über eine Kunstrasenspielfläche.

## Saisonplatzierung
| Saison | Liga        | Level | Pos.  | Pokal            |
| ------ | ----------- | ----- | ----- | ---------------- |
| 2003   | 3. Division | IV    | 3.    | 1. Runde         |
| 2004   | 3. Division | IV    | 1. ▲  | 1. Runde         |
| 2005   | 2. Division | III   | 12. ▼ | 1. Runde         |
| 2006   | 3. Division | IV    | 3.    | 1. Runde         |
| 2007   | 3. Division | IV    | 9.    | 1. Runde         |
| 2008   | 3. Division | IV    | 6.    | 1. Qual.-Runde   |
| 2009   | 3. Division | IV    | 3.    | 1. Runde         |
| 2010   | 3. Division | IV    | 2.    | 2. Qual.-Runde   |
| 2011   | 3. Division | IV    | 2. ▲  | 1. Runde         |
| 2012   | 2. Division | III   | 10.   | 3. Runde         |
| 2013   | 2. Division | III   | 7.    | 2. Runde         |
| 2014   | 2. Division | III   | 2.    | 3. Runde         |
| 2015   | 2. Division | III   | 2.    | 1. Runde         |
| 2016   | 2. Division | III   | 3.    | 2. Runde         |
| 2017   | 2. Division | III   | 9.    | 3. Runde         |
| 2018   | 2. Division | III   | 4.    | 3. Runde         |
| 2019   | 2. Division | III   | 4.    | 2. Runde         |
| 2020   | 2. Division | III   | 3.    | keine Austragung |
| 2021   | 2. Division | III   | 3.    | 1. Runde         |
| 2022   | 2. Division | III   | 3.    | 2. Runde         |
| 2023   | 2. Division | III   | 1. ▲  | 1. Runde         |
| 2024   | 1. Division | II    | 4.    | 3. Runde         |